# Daruszentmiklós
Daruszentmiklós é um município da Hungria, situado no condado de Fejér. Tem 19,12 km² de área e sua população em 2015 foi estimada em 1.274 habitantes.